# Gałązczyce
Gałązczyce (Gürßchdorf (1736), Giersdorf (Hoh- i Nieder-) (do 1945)) – wieś w województwie opolskim, w powiecie brzeskim, w gminie Grodków, położona na Wzgórzach Wawrzyszowskich (Przedgórze Sudeckie). Ma kształt długiej łańcuchówki.
W latach 1975–1998 miejscowość położona była w województwie opolskim.

## Historia
Od początku XVIII w. wieś posiadała pieczęć gminną, na której wizerunku przedstawiono  lemiesz pługa w słup, nad nim podkowa, po prawej i lewej po trzy kłosy zboża.
W miejscowości był przystanek kolejowy Gałązczyce.

## Zabytki
Do wojewódzkiego rejestru zabytków wpisane są:
- kościół parafialny pw. św. Marcina i Matki Boskiej Królowej Świata, 1605 r., 1843; wzmiankowany był w 1376 roku. Obecny kościół z 1688 roku był uszkodzony w 1945 roku. W 1952 i 1962 roku był odnawiany
- park dworski, zabytkowy z XIX w. z pozostałościami fontanny

Inne obiekty:
- pałac, który znajdował się we wsi, zniszczony podczas II wojny światowej
- park II znajduje się w środku wsi.